# Daphnis et Eglé
Daphnis et Églé (Dafnis y Egle) es una pastoral heroica (ópera) en un acto con música de Jean-Philippe Rameau y libreto de Charles Collé. Se estrenó el 30 de octubre de 1753 en Fontainebleau. 
Daphnis et Églé fue la única colaboración artística entre Collé y Rameau.  Paul F. Rice ha comentado que esta colaboración no fue feliz, y especula que esto se debió a las demandas de Rameau de que Collé cortase su libreto. Esto hizo que Collé guardara resentimiento hacia Rameau, incluso después de la muerte del compositor.
Fue la primera ópera que Rameau compuso después del estallido de la Querelle des Bouffons y parte de la música muestra influencia italiana.  La partitura contiene 23 aires de danza.

## Argumento
La ópera narra la historia de un pastor, Dafnis, y una pastora, Eglé, quien cree que son sólo amigos hasta que Cupido revela que en realidad están enamorados.

## Personajes
| Personaje          | Registro vocal | Reparto del estreno, 30 de octubre de 1753 |
| ------------------ | -------------- | ------------------------------------------ |
| Daphnis, un pastor | haute-contre   | Pierre Jélyotte                            |
| Églé, una pastora  | soprano        | Marie Fel                                  |
| El Sumo Sacerdote  | bajo           | Nicolas Gélin                              |
| Amor               | soprano        | Mlle De Riancour                           |